# Чикітос (провінція)
Провінція Чикітос (ісп. Provincia Chiquitos) — провінція болівійського департаменту Санта-Крус, частина великої географічної області Чикітанія і частина колишнього іспанського губернаторства Чикітос. Назва провінції походить від назви індіанського племені Чикітос, що мешкало на її території.
Разом із провінціями департаменту Санта-Крус Анхель Сандовал, Ерман Буш, Хосе-Мігель-де-Веласко, Нюфло-де-Чавес утворює так звану «Велику Чикітанію».